# Matilda Hays
Matilda Mary Hays (Londres, 8 de septiembre de 1820 - Liverpool, 3 de julio de 1897) fue una escritora, periodista y actriz a tiempo parcial inglesa del siglo XIX. Con Elizabeth Ashurt, Hays tradujo varias de las obras de George Sand al inglés. Fue cofundadora del English Woman's Journal. En su vida personal, conoció a Charlotte Cushman, con quien tuvo una relación de 10 años, y a la poetisa Adelaide Anne Procter. 

## Primeros años
Matilda Hays nació en Londres el 8 de septiembre de 1820, hija de un comerciante de maíz, John Hays, y su esposa Elizabeth Mary, quien estuvo casada con Jacob Breese hasta su muerte en febrero de 1807. De este matrimonio nacieron las dos hermanastras mayores de Matilda, Emma Marianne Breese y Clara Salmon, quien se casó con Frederick Salmon en 1830. Los hermanos de Matilda fueron Elizabeth, Susanna y Albert. 
Hays fue identificada como criolla o, según Joseph Parkes, medio criolla. En tal caso, solo podría haber sido medio criolla por parte de su madre, pues los orígenes de su padre son londinenses y datan de al menos tres generaciones.

## Vida profesional

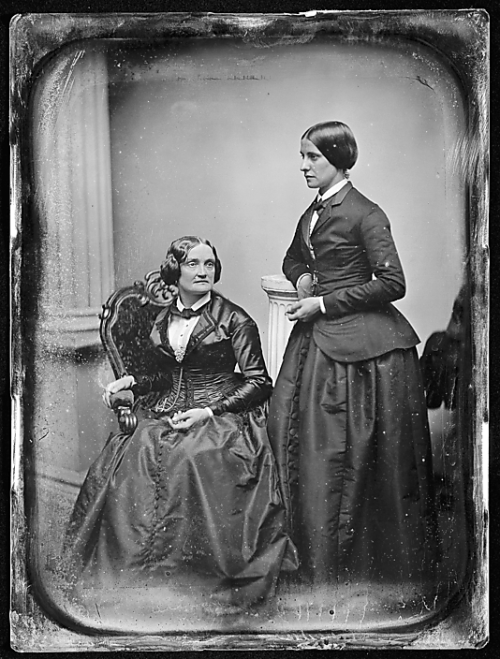
Charlotte CushmanyMatilda Hays, ca. 1855.

Hays empezó a escribir artículos para publicaciones periódicas alrededor de 1838, a menudo sobre cuestiones de la mujer. Entre las publicaciones para las que escribió se encuentran The Mirror y Ainsworth's Magazine.
Hays, influenciada por George Sand, se convirtió en una periodista y novelista que, según Lisa Merrill, estaba determinada a usar su escritura para mejorar la condición de las mujeres. En su novela Helen Stanley, Hays escribió que hasta que las mujeres enseñaran a sus hijas a respetarse a sí mismas, a trabajar por su pan de cada día, en vez de prostituir sus personas y corazones en matrimonios, las mujeres no tendrían futuros sociales y financieros seguros.

### Traducciones de George Sand
Las obras de la escritora francesa George Sand presentaban ideas inusuales para una mujer del sigo XIX, ideas como un estilo de vida independiente y el amor libre. Sus obras intrigaron a Hays y a su amiga Elizabeth Ashurst por sus mensajes políticos y sociales, ya que eran "abiertas de mente". Hays recibió el apoyo y el ánimo de William Charles Macready y George Henry Lewes para traducir las novelas de Sand al inglés. Ambos hombres escribieron a Sand para facilitar el acuerdo y un amigo de Hays, el capellán Edmund Larken, proporcionó fondos para la traducción.
Las traducciones iniciales de las obras de Sand fueron realizadas por Hays, Ashurst y Larken. La Dernière Aldini, el primer volumen, fue traducido por Hays. Ashurst tradujo Les Maîtres mosaïstes y se publicó en 1844. El amigo de Hays, el revolucionario italiano Giuseppe Mazzini, escribió un prefacio para la traducción de Ashurt de Lettres d'un voyageur. Sand, a petición de Mazzini, invitó a Ashurt a su casa en Nohant. Olive Class escribió que Sand estaba agitada por la muestra superficial de rebelión feminista exhibida por su discípula todavía soltera y la caracterizó como una mojigata sin modestia.
George Henry Lewes sugirió a Hays que la traducción al inglés debería atenuar parte de la retórica con una sensibilidad cultural inglesa. Mazzini, consciente de la sugerencia de Lewes a Hays, escribió a Sand para transmitirle su desacuerdo sobre la posibilidad de otorgarle tal licencia a Hays, cuyas ideas desconocía Sand. 
Hays y Ashurst tradujeron y publicaron cuatro volúmenes de la obra de Sand, pero tuvieron dificultades. Al intentar atenuar las ideas de Sand, los libros traducidos fueron "despojados de su poder", según Mazzini. La revista Quarterly Review criticó las traducciones y las identificó como "un intento de un contrabandista de ocultar la naturaleza real de su infame carga".
Tanto Hays como Ashurst obtuvieron bajos beneficios económicos debido al acuerdo con su editorial. Ashurst y Hays buscaron editoriales para sus versiones traducidas y editadas del trabajo de Sands. 
La colaboración de Larken con Hays y Ashurst llegó a su fin en 1847.
La traducción de Hays de La pequeña Fadette fue publicada en 1851, distinta a la de Ashurst.

### English Woman's Journal

#### Origen
En 1847, Hays buscó la creación de una publicación periódica sobre cuestiones de la mujer, siguiendo el modelo de la revista estadounidense Godey's Lady's Book, para ofrecer un vehículo para escritoras y proporcionar una plataforma para la disertación sobre los derechos de las mujeres, incluyendo mejores oportunidades educativas y laborales. Su objetivo era permitir un diálogo libre sobre un tema para el que en ese momento era imposible obtener una audiencia a través de los canales ordinarios de la prensa. Charlotte Cushman y su amiga, Mary Howitt, la ayudaron a explorar oportunidades para financiar la revista, pero se dieron cuenta de que no era el momento de hacerlo y decidieron concentrar su energía en la defensa del presente.

#### Eliza Cook's Journal
Poco después del intento fallido de Hays, la poetisa Eliza Cook creó una publicación semanal que llevaba su propio nombre y Hays fue colaboradora periodística de la revista. Tal como apunta Lisa Merrill, la revista fue un compendio de ensayos, poesía, reseñas y ficción que abordó particularmente temas como la educación de las mujeres, la reforma de la vestimenta, la templanza y la difícil situación de la clase trabajadora y las empleadas domésticas.

#### English Woman's Journal
Hays fue una de las cofundadoras y editoras del English Woman's Journal  en 1858. La revista fue fundada en 1858 por Barbara Bodichon y Bessie Rayner Parkes, entre otras, siendo Bodichon la accionista mayoritaria.
La Sociedad para la Promoción del Empleo de las Mujeres y la Victoria Press, que Hays ayudó a fundar, se reunieron en las oficinas de la revista en Langham Place. Hays dejó el diario en 1864, supuestamente por su difícil temperamento. A menudo discrepaba con Parkes, su coeditor, sobre de la dirección del diario.

### Teatro
En 1848, dos sucesos llevaron a Hays a actuar en el teatro. Por un lado la "pequeña fortuna" que recibió Hays se perdió debido a la situación financiera de su padre, y la hermana de Charlotte Cushman abandonó el teatro, lo que creó una oportunidad para actuar. La hermana de Charlotte, Susan Webb Cushman, que interpretó a Juliet para el Romeo de Charlotte, dejó el escenario para casarse con un exitoso científico de Liverpool, James Sheridan Muspratt.
Hays y Cushman ensayaron juntas en Yorkshire, en la propiedad del duque de Devonshire para el estreno del 6 de octubre de 1848 en Bath. Hays actuó con Cushman durante solo unos meses, mientras Cushman se convertía en una estrella.

## Obra

### Traducciones de George Sand
Ashurst tradujo los siguientes libros: 
- Sand, George. (1842) Spiridion Traducido por Eliza A. Ashurst. ed. Matilda M. Hays. Londres: Churton.
- Sand, George. (1847). Cartas de un viajero . Traducido por Eliza A. Ashurst. ed. Matilda M. Hays. [Introducción de J. Mazzini]. Londres: Churton, 1847.
- Sand, George. (1847). The Works of George Sand . Por Matilda M. Hays. [Traducido por Matilda M. Hays, Eliza A. Ashurst y ER Larken. ]
- Sand, George. (1847). Andre ' . Traducido por Eliza A. Ashurst, e.d. Matilda M. Hays. Londres: Churton.
- Sand, George. (1851). Fadette. Traducido por Matilda Hays.

### Novelas
- Matilda M. Hays (1846). Helen Stanley. Londres: E. Churton.
- Matilda M. Hays (1866). Adrienne Hope. Londres: T. Cautley Newby.

## Vida personal
Tuvo relaciones personales íntimas con Charlotte Cushman, Adelaide Anne Procter y Harriet Hosmer.

### Charlotte Cushman
Hays y Charlotte Cushman se conocieron entre 1846 y 1848. Poco después, comenzaron una relación lésbica que mantuvieron durante casi 10 años, y en Europa eran conocidas públicamente como una pareja. Según Lisa Merrill, Elizabeth Barrett Browning explicó que Hays y Cushman tuvieron un matrimonio femenino: vivían juntas, vestían igual, hicieron votos de celibato y se prometieron apego eterno. Sus amigos a menudo se referían a Matilda como Mathew o Max.
En 1852, Cushman se retiró del escenario y se fue con Hays a Roma, Italia, donde vivieron en una comunidad de expatriados estadounidenses, compuesta principalmente por artistas y escultoras lesbianas. En 1854, Hays se separó de Cushman para irse con Harriet Hosmer, lo que provocó comportamientos celosos entre las tres mujeres. Hays finalmente regresó con Cushman, pero la tensión entre ella y Cushman nunca se desvanecería. A finales de 1857, Cushman se relacionó con Emma Stebbins. Una noche, mientras Cushman estaba escribiendo una nota, Hays entró en la habitación, sospechó que la nota era para Stebbins y exigió verla. Cushman se negó, por lo que Hays se enfadó y la persiguió por toda la casa y la golpeó con los puños. La relación terminó y Hays demandó a Cushman, alegando que ella sacrificó su carrera para apoyar la de Cushman. Cushman hizo un pago a Hays y su relación terminó.

### Adelaide Anne Procter
Se creía que Hays tuvo una relación amorosa con Adelaide Anne Proctor, quien dedicó la obra Legends and Lyrics a Hays. 
También escribió un poema de amor para Hays titulado "A Retrospect".  Hays supervisó el cuidado de la tumba de Procter después de su muerte y lamentó su fallecimiento durante sus últimos años.

### Theodosia Blacker, Lady Monson
Theodosia Blacker, Lady Monson (1803–1891) fue una promotora de los derechos de las mujeres que alquiló un local en Langham Place, Londres, como punto de encuentro para el grupo Langham Place, un círculo de mujeres de ideas afines que se reunían allí. Blacker fue la última pareja de Hays. 

### Últimos años y muerte
Hays murió en Liverpool, en Sefton Drive, Toxteth Park, el 3 de julio de 1897. Aunque Adelaide Procter había muerto 30 años antes que Hays, el obituario del periódico Liverpool Echo declaró, según Lisa Merrill, que ella había sido la querida amiga de Adelaide Procter.